# ウィリアム・バンティング
ウィリアム・バンティング（William Banting, 1796年12月 - 1878年3月16日）は、イングランドの事業家。『Letter on Corpulence, Addressed to the Public』（『市民に宛てた、肥満についての書簡』）を出版し、炭水化物、デンプン、および糖分を避けるか、その摂取を制限することで体重を減らす食事法を普及させたことで知られている。肥満を治療するにあたって炭水化物の摂取を可能な限り制限する「アトキンス・ダイエット」(The Atkins Diet)を提唱したロバート・アトキンス(Robert Atkins)より遥か以前に、この食事法を広めた人物でもある。
本業は葬儀屋。
チャールズ・ベスト(Charles Best)とともにインスリン(Insulin)を共同で発見したフレデリック・バンティング(Frederick Banting)は遠縁の親戚である。

## 減量

### 『Letter on Corpulence, Addressed to the Public』
1863年、バンティングは、『Letter on Corpulence, Addressed to the Public』（『市民に宛てた、肥満についての書簡』）と題した小冊子を出版した。これは肥満を治療するにあたってバンティングが忠実に実践した食事療法のやり方とその体験談を、公開書簡の形にして書かれたものであった。この書簡では、バンティングが減量するにあたって今まで行ってきた様々な試み -断食、食事療法、運動療法、湯治療法- 、が全て失敗に終わったこと、それらはいずれも医者に言われて実行した趣旨が記述されている。バンティングは、減量において失敗に次ぐ失敗を重ねた末に、バンティングのために新たな食事法を奨めてくれた別の医師、ウィリアム・ハーヴィー(William Harvey)の助言に従った。
バンティングはこの小冊子の中で以下のように書いている。
- 「私にこの食事法を教えてくれた、親切で大事な友人は、肥満の治療医ではないが、別の病気の治療においては素晴らしい評判の持ち主だ。彼も承知しているが、肥満はしばしば別の病気を誘発する」
- 「パン、バター（※）、牛乳、ビール、ジャガイモが、私にとっての生きる糧であり、私はこれらを無害なものとみなして長い間自由に食べてきた。素晴らしい助言をしてくれた友人は、これらはデンプンや糖分を含んでおり、身体に脂肪を蓄積させる傾向があり、避けるべきである、と私に言った。最初は、私には食べられるものはほとんど残されていないように思えたが、実際には沢山あることを友人が示してくれた。この食事計画を偏見無しに試してみることに大いに喜びを覚え、数日以内にその恩恵を得られた」

減量するにあたってバンティングが実践した方法は、1日に4度の食事を摂り、肉、野菜、（1日に数オンス以下の）果物、辛口のワインを摂取することであった。重要なのは、砂糖、サッカリン、デンプン、パン、ビール、牛乳、豚肉（※）、バター（※）を避けることであった。
（※「避けるべきもの」としてバターと豚肉が入っているが、当時はこの2つにもデンプンが入っている、と考えられていた。実際には、バターも豚肉も炭水化物をほとんど含んでいないが）。
バンティングが出版したこの小冊子の内容は、その後、何年にも亘って受け入れられ、新しい食事の模範として取り入れられるようになった。当初は自費出版で発表したが、かなりの人気を呼んだことで、一般市民に販売しようと決めた。第3版は、2007年に印刷されたものがオンラインでも読むことが可能。
体重を減らせず、悩んでいたバンティングに対し、炭水化物の摂取を制限する食事法を奨めたのは、医師であり友人でもあったウィリアム・ハーヴィー(William Harvey, 1807～1876)であった。ハーヴィーがこの食事法を学んだのは、フランスの医師、クロード・ベルナール(Claude Bernard)がパリで行った糖尿病についての講演を聴いたのがきっかけであった。
バンティングは、身体が重いゆえに自分で自分の靴紐を結ぶことすらできず、膝や足首の関節を痛めないよう、階段を降りる際にはゆっくり後ろ向きで降りる必要があり、階段を上るだけでも息切れするほどであった。バンティングが「この国でもっとも有能な医師」と呼んでいた医者に相談した際には、「体重が増えるのは全く自然なことであり、自分も体重が毎年1ポンドずつ増えている」と言われ、バンティングの身体の状態については全く驚かない、として、「運動、サウナ風呂、洗髪と薬を増やしなさい」と言われただけであった。彼はへその緒が裂け、視力が落ち、耳も聞こえなくなりつつあった。難聴について耳鼻科医に相談するも、「大したことはない」として耳を掃除し、他の障害については何も尋ねなかった。バンティングの身体の不調はますます強まっていった。
バンティングは、体重を減らす目的でテムズ川で毎朝ボートを漕ぎ続けることにした。彼の腕の筋力は強化されたが、それに伴って猛烈な食欲が湧き、体重は減るどころかますます増えていった。医師であり、友人でもあったウィリアム・ハーヴィー(William Harvey)はバンティングに「運動を止めなさい」と助言し、炭水化物を制限する食事法を教えた。ハーヴィーはバンティングに対し、「あなたは太り過ぎだ。脂肪があなたの聴覚管の1つを塞いでいる。すぐに体重を減らさねばならない」と述べた。この食事法に従ったバンティングは大幅に体重を減らしただけでなく、身体の不調も回復していった。1863年、バンティングは、減量に成功した食事法や、減量にあたって試しては失敗を続けてきた方法についてまとめた『Letter on Corpulence, Addressed to the Public』（『市民に宛てた、肥満についての書簡』）を出版した。バンティングはこの書簡の中で、「減量に対して何の効果も無い方法」の1つとして「食べる量を減らして運動量を増やす」を挙げている。バンティング自身、テムズ川でボートを漕ぐだけでなく、水泳やウォーキングにも励み、食べる量を極端に減らす「飢餓食」(Starvation Diets)も試したが、体重は減らず、体力はどんどん低下していった。バンティングを減量へと導いたのは、食べる量を減らしたことでもなければ、運動量を増やしたことでもなく、「炭水化物を制限する食事法」であった。彼は、
「I had the command of a good, heavy, safe boat, lived near the river, and adopted it for a couple of hours in the early morning. It is true I gained muscular vigour, but with it a prodigious appetite, which I was compelled to indulge, and consequently increased in weight, until my kind old friend advised me to forsake the exercise.」（「私は、重く、安全なボートを所有しており、川の近くに住んでいた。私は早朝に2 - 3時間ボートを漕ぐ習慣を付けることにした。確かに私の筋力は強化されたが、それに伴って尋常でないほどの食欲が湧くようになり、食欲の抑制が効かなくなった。親切な旧友から『運動の習慣を捨てなさい』との忠告を受けるまで、体重の増加が止まることは無かった」）
「I can confidently state that quantity of diet may safely be left to the natural appetite; and that it is quality only which is essential to abate and cure corpulence.」（「食べる量については、自然に湧いてくる食欲に従って差し支えない。肥満を和らげ、治療するために必要なのは食べ物の『質』だけである、と、確信をもって明言できる」）
との言葉を残している。
イングランドの医師、トマス・ホークス・タナー(Thomas Hawkes Tanner)も、著書『The Practice of Medicine』の中で、「肥満を治療するにあたっての『ばかげた』治療法の1つに、「食べる量を減らす」「毎日多くの時間を散歩と乗馬に費やす」を挙げている。
バンティング自身、体重を減らそうとして運動に励んだが、全く減らず、病気も防げなかった。運動は何の役にも立たなかった。

### 「Bant」という単語
『Letter on Corpulence』はまもなくベストセラーとなり、複数の言語にも翻訳された。その後、「Do you bant?」（「ダイエットするかい？」）、「Are you banting?」（「今、ダイエット中なの？」）という言い回しが広まった。この言い回しは、バンティングが実践した食事法について言及しており、時にはダイエットそのものを指すこともある。のちにバンティングの名前から、「Bant」は「食事療法を行う、ダイエットをする」という意味の動詞として使われるようになり、スウェーデン語にもこの言葉が輸入されて使われるようになった。
南ローデシア（現在のジンバブエ）出身の科学者ティム・ノークス(Tim Noakes)は、「低糖質・高脂肪ダイエット」と名付け、この食事法を普及させた。ノークスは、「脂肪の摂取を減らし、炭水化物を沢山摂取せよ」と奨める考え方を「Genocide」（「大量虐殺」）と断じている。
1878年3月、バンティングは亡くなった。ロンドンにあるブロンプトン墓地に葬られ、妻と娘とともに眠っている。

## 食事療法

### 炭水化物制限食
炭水化物を避けるか、可能な限りその摂取を制限し、タンパク質と脂肪を重点的に摂取する食事法は、ジャン・アンテルム・ブリア＝サヴァラン(Jean Anthelme Brillat-Savarin, 1755～1826)、ジャン＝フランソア・ダンセル(Jean-François Dancel)、ユストゥス・フォン・リービッヒ(Justus Von Liebig)といった、歴史上の様々な人物が実践してきた方法である。彼らはいずれも、「肉のような栄養価の高い食べ物は、ヒトを太らせることはない」「ヒトを太らせるのは、小麦粉のような精製された炭水化物、とくに砂糖である」と確信していた。
1920年代前半には、アメリカ合衆国ミネソタ州ロチェスター市にあるメイヨー・クリニック(Mayo Clinic)の医師、ラッセル・ワイルダー(Russell Wilder, 1885～1959)が『ケトン食』を開発し、肥満患者・糖尿病患者にこれを処方している。これは食事において、「摂取エネルギーの90％を脂肪から、6％をタンパク質から摂取する」（極度の高脂肪・極度の低糖質な食事）というもの。元々は癲癇を治療するための食事法であったが、「肥満や糖尿病に対しても有効な食事法になりうる」としてワイルダーは開発した。炭水化物とタンパク質の摂取は可能な限り抑え、大量の脂肪分を摂取することで、身体は脂肪を分解して作り出す「ケトン体」(Ketone Bodies)をエネルギー源にして生存できる体質となる。この食事法は『ケトジェニック・ダイエット』(The Ketogenic Diet)として知られるようになる。ワイルダーは1932年にアメリカ内科学会(The American College of Physicians)にて肥満についての講演を行い、その中で、「肥満患者は、ベッドの上で安静にしていることで、より早く体重を減らせる。一方で、激しい身体活動は減量の速度を低下させる」「運動を続ければ続けるほどより多くの脂肪が消費されるはずであり、減量もそれに比例するはずだ、という患者の理屈は一見正しいように見えるが、体重計が何の進歩も示していないのを見て、患者は落胆する」と述べ、「体重や体脂肪を減らす」という点において、運動は何の役にも立たない趣旨を明言していた。WHOの肥満予防研究本部長、ボイド・スウィンバーン(Boyd Swinburn)は「運動を重視していると、根本的な原因を突き止められず、肥満は防げそうにない」と語った。メイヨー・クリニック(Mayo Clinic)は批評を発表しており、それによれば「多くの研究結果で示されているように、『運動だけでは体重を減らせない』、あるいは『減ったとしてもごくわずか』であることは証明済みである」「運動で体重を減らせる可能性は極めて低い。食事を変更するほうが体重を減らせる」であった。
パキスタン生まれの医師、リチャード・マッカーネス(Richard Mackarness)は、1958年に出版した著書『Eat Fat and Grow Slim』（『脂肪を食べて細身になろう』）にて、「体重が増える原因は炭水化物の摂取にある」と明言し、「肉、魚、脂肪は食べたいだけ食べてよい」とし、穀物と砂糖を避けるよう主張した。マッカーネスは、ウィリアム・バンティングによる『市民に宛てた、肥満についての書簡』に触発されてこの著書を執筆した。
ルーマニア生まれの医師、ヘルマン・ターラー(Herman Taller)は、1961年に出版した著書『Calories Don't Count』（『カロリーは気にするな』）にて「カロリーが同じであれば、どの栄養素も体内で同じ作用を示す、などということはありえない」「炭水化物が少なく脂肪が多い食事は体重を減らす」「炭水化物は身体に問題を惹き起こす」「炭水化物の摂取に敏感な人の体内ではインスリンが分泌され、脂肪が生成される」と述べ、肥満を防ぐために炭水化物を避けるよう主張している。
サイエンス・ジャーナリスト、ゲアリー・タウブス(Gary Taubes)による著書『Good Calories, Bad Calories』（2007年）では、「A brief history of Banting」（「バンティングについての簡潔な物語」）と題した序章から始まり、バンティングについて論じている。炭水化物の摂取を制限する食事法についての議論の際には、しばしばバンティングの名前が挙がる。
なお、バンティングは、この食事法が広まった功績は「（この食事法を教えてくれた）ハーヴィーにある」と主張した。

### アトキンス・ダイエット
1972年に『Dr. Atkins' Diet Revolution』（邦題:『アトキンス博士のローカーボ（低炭水化物）ダイエット』）を出版し、『アトキンス・ダイエット』を広めたアメリカ合衆国の医師、ロバート・アトキンス(Robert Atkins)は、デラウェア州にある会社、デュポン社(DuPont)に所属していた、アルフレッド・W・ペニントン(Alfred W. Pennington)が研究し、従業員に提供していた食事法を発見した。1940年代、ペニントンは、過体重か太り過ぎの従業員20人に、「ほぼ肉だけで構成された食事」を処方していた。彼らの1日の摂取カロリーは平均3000kcalであった。この食事を続けた結果、彼らは平均で週に2ポンド（約0.9㎏）の減量を見せた。この食事を処方された過体重の従業員には、「一食あたりの炭水化物の摂取量は20g以内」と定められ、これを超える量の炭水化物の摂取は許されなかった。デュポン社の産業医療部長、ジョージ・ゲアマン(George Gehrman)は、「食べる量を減らし、カロリーを計算し、もっと運動するようにと言ったが、全くうまくいかなかった」と述べた。ゲアマンは、自身の同僚であるペニントンに助けを求め、ペニントンはこの食事を処方したのであった。
アトキンスは、ペニントンが実践していたこの食事法からヒントを得て、患者を診療する際に、「炭水化物が多いものを避けるか、その摂取量を可能な限り抑えたうえで、肉、魚、卵、食物繊維が豊富な緑色野菜を積極的に食べる」食事法を処方し始め、それと並行する形で本を書いた。アトキンスも著書『Dr. Atkins' Diet Revolution』の中でケトン体について触れており、「炭水化物の摂取を極力抑え、脂肪の摂取量を増やすことで、身体はブドウ糖ではなく、脂肪をエネルギー源にして生存できる」という趣旨を述べ、体重を減らしたい人に向けて、炭水化物を避けるか、その摂取制限を奨めている。
方法論がどうであれ、「炭水化物を極力避ける」という点においては、バンティングを初め、過去の様々な人物が実践してきた食事法と同じである。

## バンティング一族
19世紀初頭、聖ジェームズ通りに住んでいたバンティング家は、イギリス全体における葬儀屋の中で最も著名な存在であった。1820年にジョージ3世、1830年にジョージ4世、1834年にグロスター＝エディンバラ公、1852年にウェリントン公爵、1861年にアルバート公子、1884年にザクセン＝コーブルク＝ゴータ家のレオポルド公子、1901年にビクトリア女王、1910年にエドワード7世の葬儀を執り行っている。
バンティング家が執り行う葬儀はいずれも英国王室御用達であったが、1928年にウィリアム・ウエストポート・バンティング(William Westport Banting)が葬儀屋を引退したことに伴い、終焉となった。

## 著書
- 『Letter on Corpulence, Addressed to the Public』　ISBN 9781295828906

## 参考
1. ↑  Crystal, David (2006). Penguin Pocket on This Day. Penguin Books, Limited. ISBN 978-0-14-102715-9
2. ↑  "William Banting". Oxford Dictionary of National Biography (英語) (online ed.). Oxford University Press. doi:10.1093/ref:odnb/1320。 (要購読、またはイギリス公立図書館への会員加入。)
3. 1 2 3 4 5 6  Groves, PhD, Barry (2002年). “WILLIAM BANTING: The Father of the Low-Carbohydrate Diet”.   Second Opinions. 2007年12月26日閲覧。
4. 1 2 3  Chisholm, Hugh, ed. (1911). "Corpulence" . Encyclopædia Britannica (英語). Vol. 7 (11th ed.). Cambridge University Press. pp. 192–193.
5. 1 2  Taubes, Gary (2007). Good Calories, Bad Calories: Challenging the Conventional Wisdom on Diet, Weight Control, and Disease. New York City: Alfred A. Knopf. ISBN 978-1-4000-4078-0
6. ↑  Banting, William (1864). Letter on corpulence : addressed to the public. New York
7. ↑  “Legacy of a fat man”.  The Guardian (2003年9月20日). 2013年12月10日時点のオリジナルよりアーカイブ。2022年11月12日閲覧。
8. ↑  “Letter on Corpulence, Addressed to the Public  (1864)”. wikisource. 2020年10月28日閲覧。
9. 1 2 3 4 5 6  Gary Taubes『Why We Get Fat』
10. ↑  “William Banting: Letter on Corpulence” (2016年1月21日). 2021年12月12日時点のオリジナルよりアーカイブ。2021年12月12日閲覧。
11. ↑  Sally-Ann Creed (2017年10月16日). “The Story of Banting”. 2021年12月12日閲覧。
12. ↑  “Scientist lives as hunter-gatherer: Proves Tim Noakes' Banting diet REALLY improves health”. BizNews.com (2017年7月4日). 2018年6月5日閲覧。[リンク切れ]
13. ↑  KATHARINE CHILD (2017年10月16日). “Noakes calls traditional food pyramid 'genocide'”. Sunday Times. 2017年10月16日時点のオリジナルよりアーカイブ。2022年11月11日閲覧。
14. ↑  William Banting - Find a Grave（英語）
15. 1 2  Helen Rumbelow (2009年10月19日). “Exercise? A fat lot of good that is for weight loss”.  The Times. 2021年9月14日時点のオリジナルよりアーカイブ。2022年10月13日閲覧。
16. ↑  Mackarness, Richard (1958). Eat Fat and Grow Slim. Harvill Press. ISBN 978-0006338086
17. ↑  Pomeroy, Ralph. (1977). First Things First: A Connoisseur's Companion to Breakfast. Paddington Press. p. 86
18. ↑  Robin Stieber (2003年9月21日). “Eat fat and grow slim”.  The Daily Telegraph. 2016年2月29日時点のオリジナルよりアーカイブ。2022年11月11日閲覧。
19. ↑  Taller, Herman (1961). Calories Don't Count. Simon and Schuster
20. ↑  Astrup A, Meinert Larsen T, Harper A (2004). “Atkins and other low-carbohydrate diets: hoax or an effective tool for weight loss?”. Lancet 364 (9437):  897-9. doi:10.1016/S0140-6736(04)16986-9. PMID 15351198.
21. ↑  Bliss M (2005). “Resurrections in Toronto: the emergence of insulin”. Horm. Res. 64 Suppl 2 (2):  98-102. doi:10.1159/000087765. PMID 16286782.
22. ↑  Bray GA (2005). “Is there something special about low-carbohydrate diets?”. Ann. Intern. Med. 142 (6):  469-70. doi:10.7326/0003-4819-142-6-200503150-00013. PMID 15767625.
23. ↑  Focardi M, Dick GM, Picchi A, Zhang C, Chilian WM (2007). “Restoration of coronary endothelial function in obese Zucker rats by a low-carbohydrate diet”. Am. J. Physiol. Heart Circ. Physiol. 292 (5):  H2093-9. doi:10.1152/ajpheart.01202.2006. PMID 17220180.
24. ↑  Arora S, McFarlane SI (2004). “Review on "Atkins Diabetes Revolution: The Groundbreaking Approach to Preventing and Controlling Type 2 Diabetes" by Mary C. Vernon and Jacqueline A. Eberstein”. Nutr Metab (Lond) 1 (1):  14. doi:10.1186/1743-7075-1-14. PMC 535347. PMID 15535891.
25. ↑  Mariani, John F. (2013). “Atkins, Robert (1930-2003)”. The encyclopedia of American food and drink. ISBN 9781620401613
26. ↑  Van Beck, Todd (2012年10月). “The Death and State Funeral of Sir Winston Leonard Spencer Churchill, part II”. Canadian Funeral News. 2014年3月16日時点のオリジナルよりアーカイブ。2023年3月28日閲覧。